# The Unknowns
Pour les articles homonymes, voir The Unknown.
The Unknowns est un groupe de rock américain, originaire de San Diego, en Californie. Il est actif entre 1979 et 1982 et ne compte qu'un unique album studio homonyme. En 2010, le groupe se réunit pour un concert à La Casbah de San Diego. 

## Biographie
Le groupe est formé en 1979 à San Diego, en Californie. Très énergique sur scène, il pratique un garage rock dont le son abrupt contrastait avec les qualités vocales de son chanteur et avec son écriture mélodique. Ses albums sont volontairement enregistrés avec la technique la plus simple possible : magnétophones Ampex 300 et Revox A77 pour le premier disque (enregistré en une semaine), un hangar d'avions en guise de studio pour le second. Les disques des Unknowns mentionnaient le fait que le groupe n'utilisait que des guitares de marque Mosrite - imitant en cela les Ventures, qui arboraient également cette mention sur leurs disques. Semie Moseley, le fondateur de la marque Mosrite, est même remercié au dos de la pochette Dream Sequence.
L'EP six-titres, Dream Sequence, enregistré pour Bomp! Records, est publié en 1981. Télérama décrit l'EP comme suit : « rythme haletant et boiteux. Terribles accords grattés sur les boyaux d'un électrocuté. Halo réverbéré des Ventures. Réponse aux syncopes du ska. Voix caverneuse, menaçant la terre entière juste avant qu'on l'étrangle. On aurait juré que David Byrne et Lux Interior s'étaient cognés l'un dans l'autre au coin d'un couloir de métro, et ne formaient plus désormais qu'une seule et monstrueuse créature. » Il est négativement accueilli par la presse spécialisée,. L'EP suit la même année d'un unique album studio, l'homonyme The Unknowns.
Contrairement à leur albums, leurs prestations scéniques sont plutôt bien accueillies ; rétrospectivement, l'historien musical Ray Brandes, lui aussi originaire de San Diego, explique que « tous ceux qui ont vu jouer les Unknowns ont eu une expérience mémorable. »
The Unknowns jouent un concert de retour à la Casbah de San Diego, en janvier 2010.

## Membres
- Bruce Joyner - claviers, chant
- Mark Neill - guitare
- Dave Doyle - basse
- Steve Bidrowski - batterie

## Discographie
- 1981 : Dream Sequence (Bomp !/Sire Records) (EP)
- 1981 : The Unknowns (Bomp !)